# Масимо Д’Алема
Масимо Д’Алема (рођен 20. априла 1949) је италијански политичар и новинар који је био 53. премијер Италије од 1998. до 2000. године. Био је потпредседник Владе Италије и министар спољних послова од 2006. до 2008. године. Д’Алема је такође једно време био национални секретар Демократске партије левице (ПДС). Медији су га називали вођом Максимом због његовог имена и због његове доминантне позиције у левичарским коалицијама током Друге републике.
Раније у својој каријери, Д’Алема је био члан Комунистичке партије Италије и био је први бивши комуниста који је постао премијер једне земље НАТО-а и једини бивши комунистички премијер Италије.

## Биографија
Д’Алема је рођен у Риму 20. априла 1949. као син Ђузепеа Д'Алеме, комунистичког политичара. Ожењен је Линдом Ђувом, професорком на Универзитету у Сијени, и има двоје деце, Ђулију и Франческа. Касније је постао значајан члан Комунистичке партије Италије (ПЦИ), чији је највећи део 1991. постао Демократска партија левице (ПДС), а 1998. се спојио у Демократе левице (ДС).
1998. године, наследивши Романа Продија, постао је премијер као вођа коалиције левог центра L'Ulivo . Био је први бивши комуниста који је постао премијер једне земље НАТО -а и први премијер рођен након што је Италија постала република 1946. 
У унутрашњем животу своје странке, углавном током преласка из ПЦИ у ПДС, Д’Алема је наглашавао да треба обновити њене корене у марксизму, са циљем стварања модерне западноевропске социјалдемократске партије. Био је директор Л'Унита, раније званичног листа ПЦИ, који је касније постао лист ДС.
Д’Алема је био члан Европског парламента за јужну Италију са Демократама левице, део групе Партије европских социјалиста, и седео је у Одбору Европског парламента за рибарство и његовом Комитету за спољне послове све док није поднео оставку након његов избор у Представнички дом у Италији.
Након победе Романа Продија на општим изборима у Италији 2006. године, Д’Алема је првобитно требало да постане председник италијанске Републике када се Представнички дом поново састане, али је сам Д’Алема повукао, подржавши званичног кандидата коалиције левог центра, Ђорђо Наполитано, који је изабран. Непосредно након избора у априлу 2006. године предложен је за будућег председника Представничког дома. Партија комунистичке рефундације снажно је инсистирала да Фаусто Бертиноти постане следећи председник. Након неколико дана бурне дебате, Д’Алема се повукао да спречи раскол између политичких партија, што су његови савезници поздравили. Истог месеца именован је за потпредседника владе и министра спољних послова у новој Продијевој влади. Био је на тим функцијама све док Продијева влада није пала и док Берлусконијева коалиција десног центра није победила на општим изборима у Италији 2008. године. Д’Алема је на овим изборима поново изабран у Представнички дом као део недавно формиране Демократске странке . 

## Израелско-либански сукоб 2006
Док је био министар спољних послова Италије у влади левог центра Романа Продија 2006–2008, Д’Алема је заузео проактиван дипломатски став током Либанског рата 2006 . Италија је водила преговоре са израелским министром иностраних послова Ципи Ливни, а Израел ју је предложио да води мултинационалну мировну мисију Унифил, иако су опасности од мисије за италијанске трупе изазвале упозорења опозиције десног центра да би могла да се покаже као мисија „камиказе“, са мировним снагама у сендвичу између Израела и добро наоружаног Хезболаха .  Д’Алема је обећао спремност Италије да спроведе резолуцију Уједињених нација о Либану и позвао друге земље чланице Европске уније да учине исто јер би стабилност Блиског истока требало да буде главна брига Европљана. 

## НАТО бомбардовање Југославије
Док је Д’Алема био премијер, Италија је учествовала у НАТО бомбардовању Савезне Републике Југославије 1999. године. Напад су подржали Силвио Берлускони и опозиција десног центра, док је крајња левица оштро оспоравала. Д’Алема је у књизи интервјуа “Противструја” нагласио и да је уз Ширака и Шредера био одлучно против копнене инвазије на Србију. Говорећи о томе како се Италија придружила снагама НАТО када је Србија бомбардована 1999. године, рекао је да се сећа сцена када је посетио Албанију и Косово и када је видео да “река људи тече преко границе и читаву трагедију једног народа”, и додао да је то био тренутак када је схватио да се ништа не може учинити осим да се интервенише, преноси Коха. 

## Изборна историја
| Избори | Кућа               | изборна јединица      | Партија | Гласови | Резултат     |
| ------ | ------------------ | --------------------- | ------- | ------- | ------------ |
| 1987   | Представнички дом  | Лече–Бриндиси–Таранто | ПЦИ     | 115,784 | изабран      |
| 1992   | Представнички дом  | Лече–Бриндиси–Таранто | ПДС     | 30,819  | изабран      |
| 1994   | Представнички дом  | Казарано              | ПДС     | 24,018  | изабран      |
| 1996   | Представнички дом  | Казарано              | ПДС     | 38,077  | изабран      |
| 2001   | Представнички дом  | Казарано              | ДС      | 38,204  | изабран      |
| 2004   | Европски парламент | Јужна Италија         | Уливо   | 836,707 | изабран      |
| 2006   | Представнички дом  | Апулиа                | Уливо   | –       | изабран      |
| 2008   | Представнички дом  | Апулиа                | ПД      | –       | изабран      |
| 2018   | Сенат Републике    | Нардо                 | ЛеУ     | 10,552  | Није изабран |

1. ↑  Изабран по затвореној листи систему пропорционалног представништва.
2. ↑  Изабран по затвореној листи систему пропорционалног представништва.

### Први избори
| Општи избори у Италији 1994. ( Ц): Казарано | Општи избори у Италији 1994. ( Ц): Казарано | Општи избори у Италији 1994. ( Ц): Казарано | Општи избори у Италији 1994. ( Ц): Казарано | Општи избори у Италији 1994. ( Ц): Казарано |
| Кандидат                                    | коалиција                                   | Партија                                     | Гласови                                     | %                                           |
| ------------------------------------------- | ------------------------------------------- | ------------------------------------------- | ------------------------------------------- | ------------------------------------------- |
| Масимо Д’Алема                              | Напредњаци                                  | ПДС                                         | 24.018                                      | 34,80                                       |
| Лоренцо Емилио Риа                          | Пакт за Италију                             | ПС                                          | 20.908                                      | 30,29                                       |
| Масимо Басурто                              | Пол добре владе                             | ФИ                                          | 20.652                                      | 29,92                                       |
| Други                                       |                                             |                                             | 3.437                                       | 4,98                                        |
| Укупно                                      | Укупно                                      | Укупно                                      | 69.015                                      | 100,0                                       |
| Излазност                                   | Излазност                                   | Излазност                                   | 75.660                                      | 77,94                                       |
| Извор: Министарство унутрашњих послова      |                                             |                                             |                                             |                                             |

| Општи избори у Италији 1996. ( Ц): Казарано | Општи избори у Италији 1996. ( Ц): Казарано | Општи избори у Италији 1996. ( Ц): Казарано | Општи избори у Италији 1996. ( Ц): Казарано | Општи избори у Италији 1996. ( Ц): Казарано |
| Кандидат                                    | коалиција                                   | Партија                                     | Гласови                                     | %                                           |
| ------------------------------------------- | ------------------------------------------- | ------------------------------------------- | ------------------------------------------- | ------------------------------------------- |
| Масимо Д’Алема                              | L'Ulivo                                     | ПДС                                         | 38.077                                      | 55,75                                       |
| Лузијано Сардели                            | Пољак за слободе                            | ФИ                                          | 30.218                                      | 44,25                                       |
| Укупно                                      | Укупно                                      | Укупно                                      | 68.295                                      | 100,0                                       |
| Излазност                                   | Излазност                                   | Излазност                                   | 74.404                                      | 74,42                                       |
| Држање левог центра                         |                                             |                                             |                                             |                                             |
| Извор: Министарство унутрашњих послова      |                                             |                                             |                                             |                                             |

| Општи избори у Италији 2001. ( Ц): Казарано | Општи избори у Италији 2001. ( Ц): Казарано | Општи избори у Италији 2001. ( Ц): Казарано | Општи избори у Италији 2001. ( Ц): Казарано | Општи избори у Италији 2001. ( Ц): Казарано |
| Кандидат                                    | коалиција                                   | Партија                                     | Гласови                                     | %                                           |
| ------------------------------------------- | ------------------------------------------- | ------------------------------------------- | ------------------------------------------- | ------------------------------------------- |
| Масимо Д’Алема                              | Дрво маслина                                | ДС                                          | 38.204                                      | 51,49                                       |
| Алфредо Мантовано                           | Кућа слобода                                | ФИ                                          | 33.666                                      | 45,37                                       |
| Леонардо Тунно                              |                                             | ФТ                                          | 870                                         | 1,17                                        |
| Панталео Ђианфреда                          |                                             | ИДВ                                         | 839                                         | 1,13                                        |
| Роберто Манцусо                             |                                             | ФУНТА                                       | 622                                         | 0,84                                        |
| Укупно                                      | Укупно                                      | Укупно                                      | 74.201                                      | 100,0                                       |
| Излазност                                   | Излазност                                   | Излазност                                   | 79.169                                      | 75,99                                       |
| Држање левог центра                         |                                             |                                             |                                             |                                             |
| Извор: Министарство унутрашњих послова      |                                             |                                             |                                             |                                             |

| Општи избори у Италији 2018 ( С): Нардо | Општи избори у Италији 2018 ( С): Нардо | Општи избори у Италији 2018 ( С): Нардо | Општи избори у Италији 2018 ( С): Нардо | Општи избори у Италији 2018 ( С): Нардо |
| Кандидат                                | коалиција                               | Партија                                 | Гласови                                 | %                                       |
| --------------------------------------- | --------------------------------------- | --------------------------------------- | --------------------------------------- | --------------------------------------- |
| Барбара Лези                            |                                         | М5С                                     | 107.722                                 | 39.88                                   |
| Лузијано Кариди                         | Десни центар                            | УДЦ                                     | 95,081                                  | 35.20                                   |
| Тереса Беланова                         | Леви центар                             | ПД                                      | 46,891                                  | 17.36                                   |
| Масимо Д'Алема                          | Слободни и једнаки                      | МДП                                     | 10,552                                  | 3.91                                    |
| Други                                   |                                         |                                         | 9,881                                   | 3.65                                    |
| Укупно                                  | Укупно                                  | Укупно                                  | 270.127                                 | 100.0                                   |
| Излазност                               | Излазност                               | Излазност                               | 282.226                                 | 70.51                                   |
| Извор: Министарство унутрашњих послова  |                                         |                                         |                                         |                                         |

## Каријера

### Партија
- 1975–1980: Национални секретар ФГЦИ
- 1981–1986: Регионални секретар ПЦИ у Апулији
- 1986–1989: уредник дневних новина Л'Унита
- 1986–1992: Члан националног секретаријата ПЦИ/ПДС
- 1992–1994: председник парламента ПДС
- 1994–1999: лидер ПДС-ДС
- председник ДС
- Од 1996: потпредседник Социјалистичке интернационале

### Институције
- 1970–1976: градски одборник Пизе
- 1985–1987: регионални саветник Апулије
- 1987–2004: председник посланичке групе
- 1987–2013: члан Народног већа
- 1996–1998: председник Одбора за уставну реформу
- 1998–2000: премијер Италије
- 2006–2008: министар иностраних послова

### Награде
- Врховне награде (из Републике Чиле, Јужне Кореје и Палестине)
- Официр Легије части Републике Француске

## Књиге
Д’Алема је објавио осам књига, од чега половину са Мондадоријем, који је под контролом Фининвеста, породичне холдинг компаније Силвија Берлусконија .
- Диалого су Берлингуер ("Дијалог о Берлингуеру "), са Паулом Гинсборгом, Гиунти. d'Alema, Massimo; Ginsborg, Paul (1994). Dialogo su Berlinguer. Giunti. ISBN 88-09-20545-6. ;
- Ун паесе нормале. Ла синистра е ил футуро делл'Италиа („Нормална земља. Лево крило и будућност Италије"), Мондадори. d'Alema, Massimo; Velardi, Claudio; Cuperlo, Gianni (1995). Un paese normale: La sinistra e il futuro dell'Italia. A. Mondadori. ISBN 88-04-40847-2. ;
- Прогеттаре ил футуро ("Обликовање будућности"), Бомпиани. d'Alema, Massimo (1996). Progettare il futuro. Bompiani. ISBN 88-452-2883-5. ;
- Ла синистра нелл'Италиа цхе цамбиа ("Лево крило у променљивој Италији"), Фелтринелли. d'Alema, Massimo (1997). La sinistra nell'Italia che cambia. Feltrinelli. ISBN 88-07-47013-6.
- Ла гранде прилике. Л'Италиа версо ле риформе („Велика шанса. Италија ка реформама"), Мондадори. d'Alema, Massimo; Cuperlo, Gianni (1997). La grande occasione: l'Italia verso le riforme. Mondadori. ISBN 88-04-42161-4. ;
- Пароле а виста („Речи на видику“), са Enrico Ghezzi [], Бомпиани. d'Alema, Massimo (1998). Parole a vista. Bompiani. ISBN 88-452-3777-X. ;
- Косово. Гли италиани е ла гуерра („ Косово . Италијани и рат"), са Федериком Рампинијем, Мондадори. d'Alema, Massimo; Rampini, Federico (1999). Kosovo: Gli italiani e la guerra. Mondadori. ISBN 88-04-47302-9. ;
- Олтре ла паура ("Изван страха"), Мондадори. d'Alema, Massimo (2002). Oltre la paura: La sinistra, il futuro, l'Europa. Mondadori. ISBN 88-04-51206-7. .